# Józef Watzka
Józef Watzka (ur. 1 kwietnia 1831 w Niepołomicach, zm. 1909 we Lwowie) – polski duchowny rzymskokatolicki, teolog, profesor Uniwersytetu Lwowskiego, entomolog amator.

## Życiorys
Uczęszczał do gimnazjum i seminarium duchownego w Tarnowie, po przyjęciu święceń kapłańskich (1853) pracował jako wikariusz w Tuchowie, Radłowie i Białej. Studia teologiczne uzupełniał w Wiedniu (Augustineum), gdzie w 1860 uzyskał dyplom doktora. Był profesorem tarnowskiego seminarium, a w latach 1869–1890 profesorem na Wydziale Teologicznym Uniwersytetu Lwowskiego. Trzykrotnie pełnił funkcję dziekana tego wydziału (1873/1874, 1879/1880, 1884/1885).
Interesował się naukami przyrodniczymi. Zgromadził bogatą kolekcję motyli europejskich, szczególnie z okolic Lwowa, Bolechowa, Dory i Szkła. Zbiór swój przekazał Zakładowi Zoologii Uniwersytetu Lwowskiego. Do badań entomologicznych zachęcił młodego Tadeusza Garbowskiego, późniejszego filozofia i zoologa, profesora Uniwersytetu Jagiellońskiego, który nazwał na jego cześć odmianę pazia królowej Papilio Watzkai.